# Thomas Doughty (Maler)

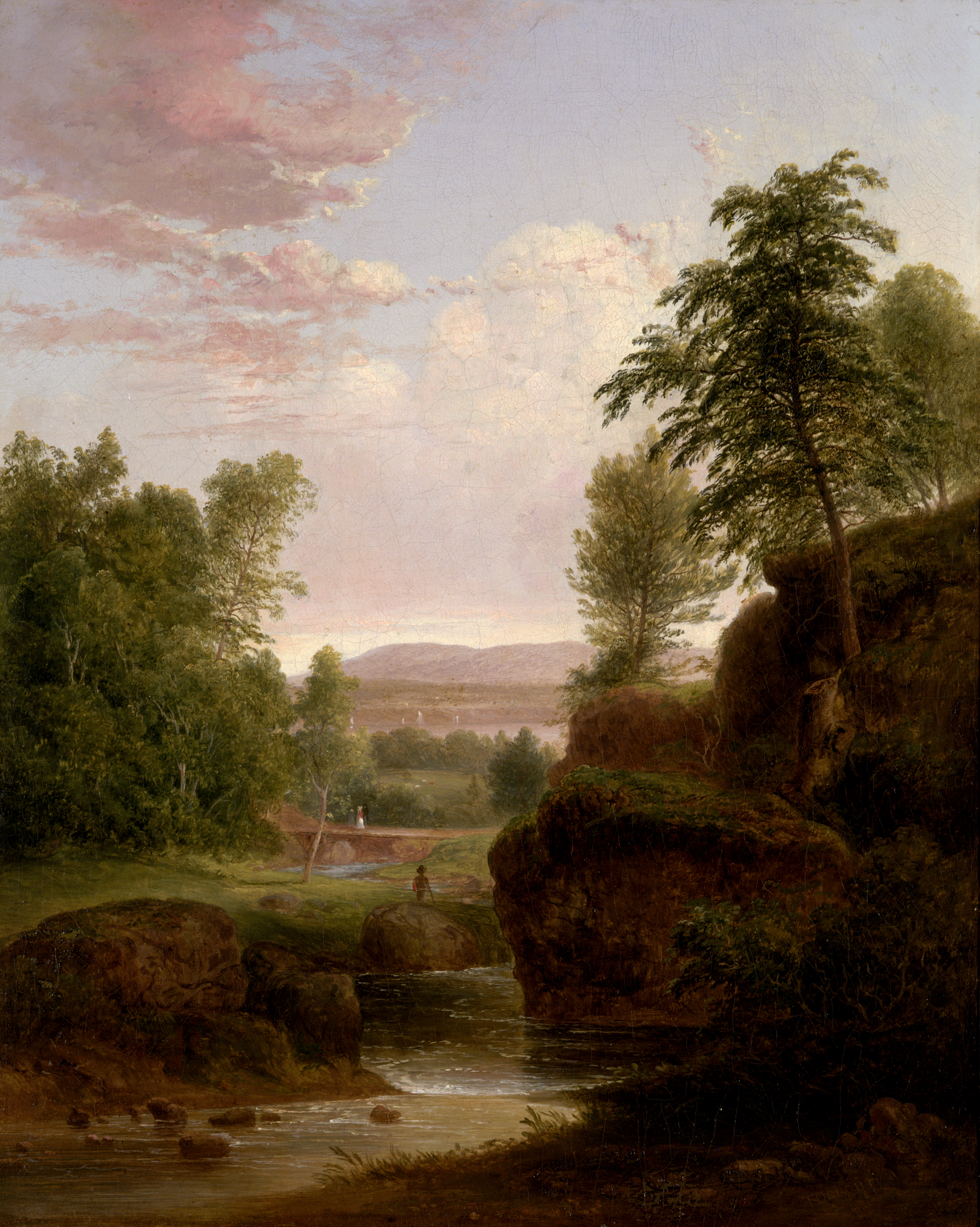
View toward the Hudson River, 1839, Princeton University Art Museum

Thomas Doughty (* 19. Juli 1793 in Philadelphia; † 22. Juli 1856 in New York) war ein amerikanischer Maler der Hudson River School.
Doughty war der erste amerikanische Künstler, der ausschließlich Landschaften malte und wegen seiner Fertigkeit und weil die Amerikaner sich den Landschaften zuwandten, erfolgreich war. Er war bekannt für seine stillen und oft atmosphärischen Landschaften von Flüssen und Bergen Pennsylvaniens, New Yorks, New Englands und besonders des Hudson-River-Tals. Er lernte das Malen im Selbststudium, während er bei einem Lederfabrikanten in die Lehre ging. 1827 wurde er als Honorary Academician in die National Academy of Design gewählt.
Er arbeitete hauptsächlich in Philadelphia, aber lebte und arbeitete auch in Boston und New York.

## Abbildungen

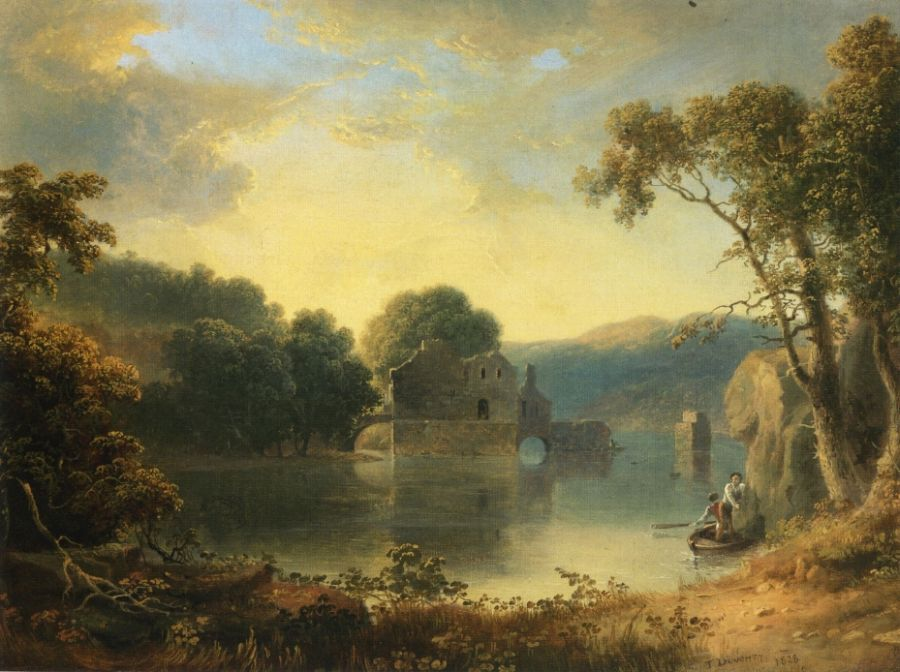
Ruins in a Landscape, 1828
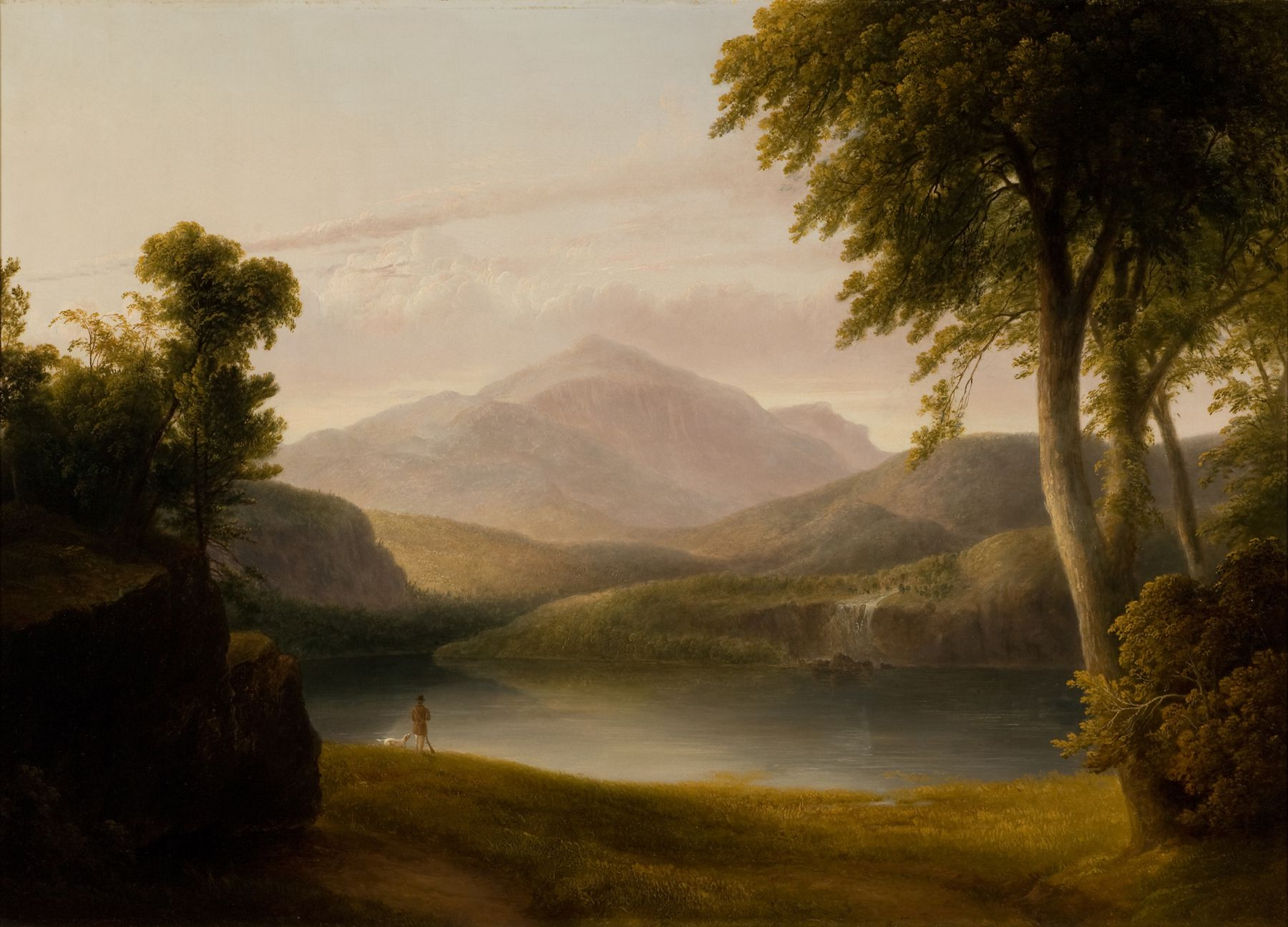
In the Catskills, 1836, Reynolda House Museum of American Art
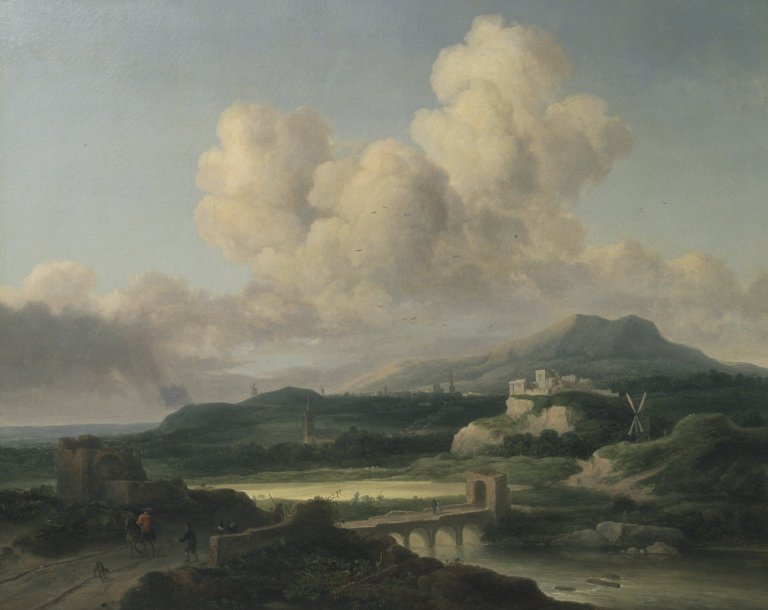
Landscape after Ruisdael, ca. 1846, Brooklyn Museum
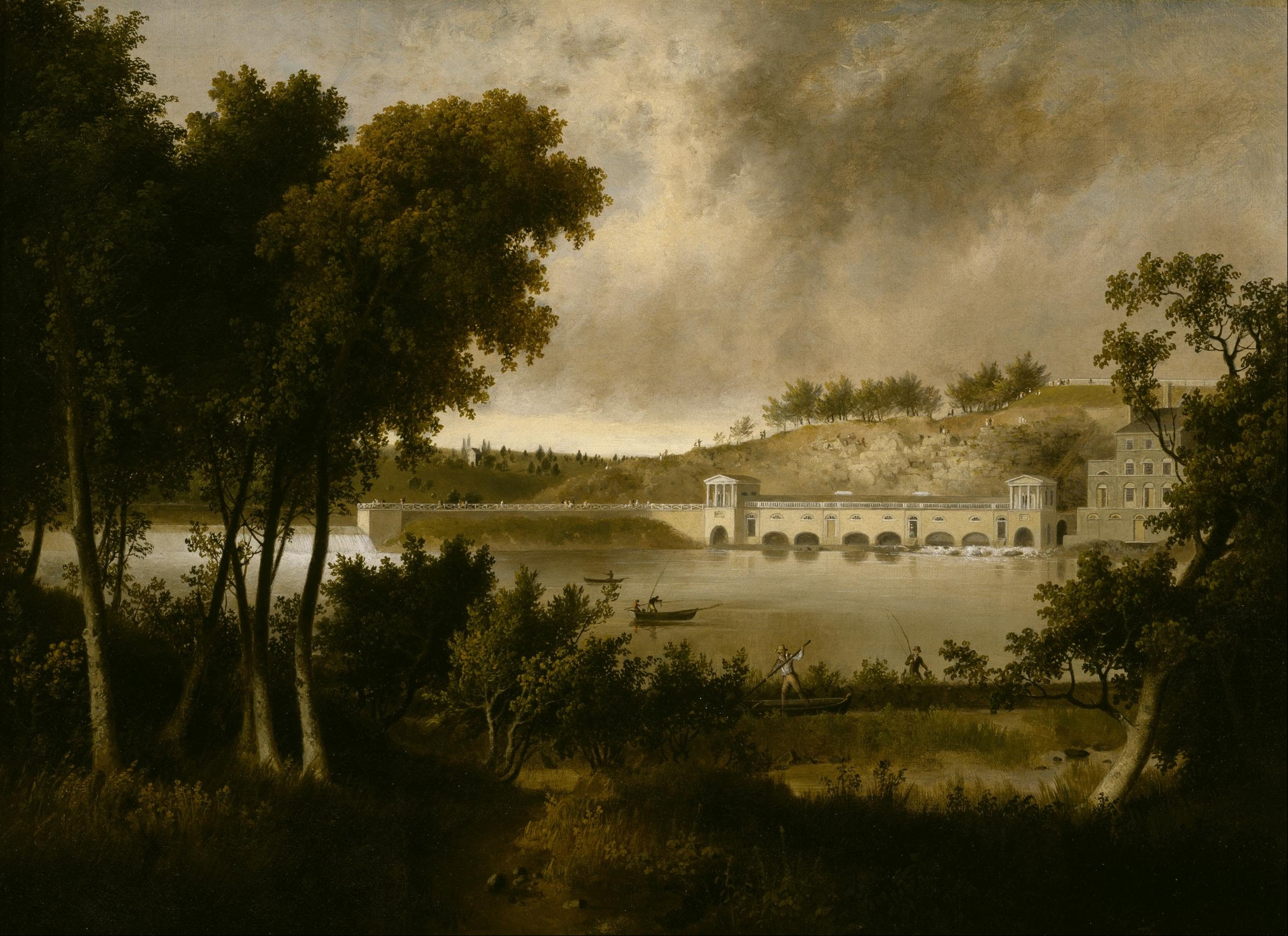
View of the Fairmount Waterworks, Philadelphia, from the Opposite Side of the Schuylkill River, 1824/26, Museum of Fine Arts, Houston